# Strawn (Illinois)
Strawn és una població dels Estats Units a l'estat d'Illinois. Segons el cens del 2000 tenia 104 habitants.

## Demografia
Segons el cens del 2000, Strawn tenia 104 habitants, 42 habitatges, i 28 famílies. La densitat de població era de 286,8 habitants/km².
Dels 42 habitatges en un 40,5% hi vivien nens de menys de 18 anys, en un 50% hi vivien parelles casades, en un 11,9% dones solteres, i en un 31% no eren unitats familiars. En el 28,6% dels habitatges hi vivien persones soles el 21,4% de les quals corresponia a persones de 65 anys o més que vivien soles. El nombre mitjà de persones vivint en cada habitatge era de 2,48 i el nombre mitjà de persones que vivien en cada família era de 3,07.
Per edats la població es repartia de la següent manera: un 29,8% tenia menys de 18 anys, un 9,6% entre 18 i 24, un 26,9% entre 25 i 44, un 16,3% de 45 a 60 i un 17,3% 65 anys o més.
L'edat mediana era de 34 anys. Per cada 100 dones de 18 o més anys hi havia 92,1 homes.
La renda mediana per habitatge era de 35.625 $ i la renda mediana per família de 42.000 $. Els homes tenien una renda mediana de 32.292 $ mentre que les dones 14.688 $. La renda per capita de la població era de 14.424 $. Cap de les famílies i el 2,6% de la població estaven per davall del llindar de pobresa.

## Poblacions més properes
El següent diagrama mostra les poblacions més properes.